# Izohyeta

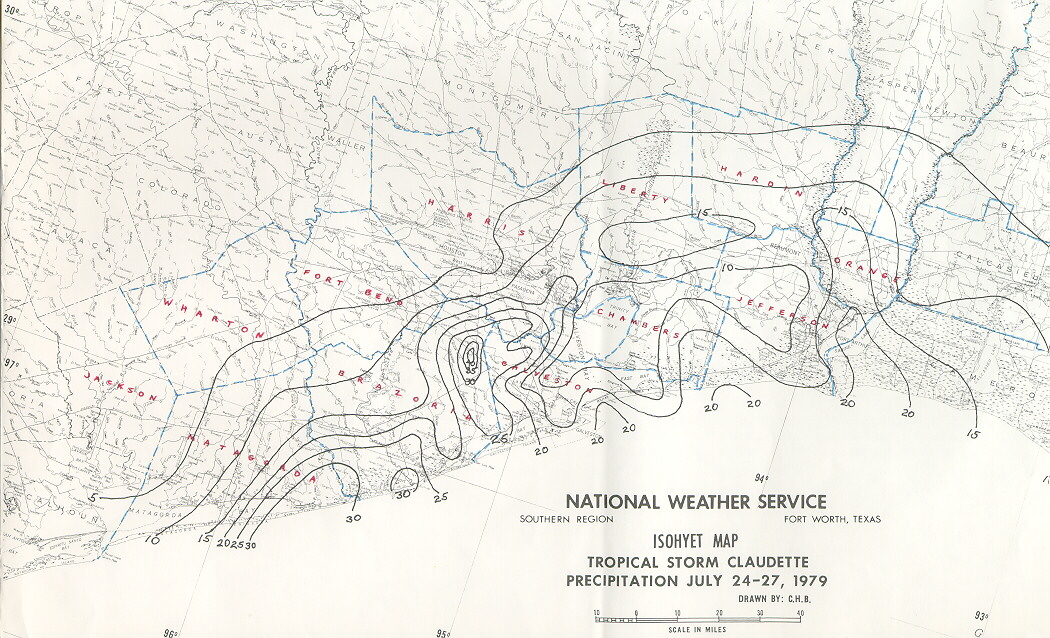
Izohyetická mapa

Izohyeta (také Isohyeta, z řec. isos, stejný a hyetos, déšť) je pojem z oblasti meteorologie, kterým se označuje čára spojující místa se stejným objemem atmosférických (dešťových, sněhových atd.) srážek za určité časové období, obvykle za rok.

Izohyetická mapa je tak mapa s vyznačením úrovně srážek pomocí těchto čar.